# Conseil académique de l'Éducation nationale
Pour les articles homonymes, voir Caen (homonymie) et Conseil académique.
 (juin 2025).
Si vous disposez d'ouvrages ou d'articles de référence ou si vous connaissez des sites web de qualité traitant du thème abordé ici, merci de compléter l'article en donnant les références utiles à sa vérifiabilité et en les liant à la section « Notes et références ».
Un Conseil académique de l'Éducation nationale (CAEN) chargé de formuler des avis dans le domaine de l'éducation existe depuis 1808 dans chaque académie française. Dans certains cas, il peut avoir un rôle disciplinaire. 

## Histoire

### De 1808 à 1850
Les conseils académiques font l'objet du Titre X du décret du 17 mars 1808 organisant l'Université. 
Les conseils académiques sont alors présidés par le recteur. Les dix autres membres sont des officiers ou fonctionnaires de l'Université, choisis par le grand-maître de l'Université. 
Les conseils ont alors une mission générale de surveillance des établissements scolaires de l'académie, ils doivent en particulier traiter des « abus qui pourraient s'y introduire ». Ils doivent aussi vérifier la comptabilité des établissements scolaires. 
Ils peuvent traiter des affaires contentieuses et donner leur avis dans les sanctions disciplinaires à infliger aux membres de l'Université, mais la décision finale revient au grand-maître. 
Les procès-verbaux de leurs réunions sont transmis au grand-maître et discutés par le Conseil de l'Université.  
La Restauration se montre méfiante vis-à-vis des institutions créées par la Révolution et l'Empire ; elle conserve néanmoins l'organisation mise en place par Napoléon. Toutefois, les effectifs des conseils sont réduits et le clergé catholique y fait son entrée. 

### De 1850 à 1854
La loi Falloux du 15 mars 1850 établit une académie par département et instaure donc autant de conseils académiques qu'il y a de départements. 
Le conseil reste présidé par le recteur, mais il s'élargit avec l'arrivée du préfet et de deux magistrats, représentant le siège et le parquet. Le poids des autorités religieuses est plus important puisque, outre l'évêque ou l'archevêque, le conseil comprend un ecclésiastique et, suivant les départements, des représentants des autres cultes reconnus. Enfin, les élus locaux sont introduits dans le conseil, avec la présence de quatre délégués du conseil général. Les doyens des facultés peuvent également donner leur avis, mais uniquement pour les questions concernant leur faculté. 
Les attributions du conseil changent peu. Toutefois, le conseil est chargé de résoudre les cas d'opposition à l'ouverture des écoles libres, de manière définitive pour le primaire, et sur recours devant le conseil supérieur de l'instruction publique pour le secondaire. 

### De 1854 à 1880
La loi du 15 juin 1854 met fin au système de l'académie départementale et recrée des académies comprenant plusieurs départements. Le conseil académique est à nouveau installé à l'échelon interdépartemental, tandis que la loi instaure des conseils départementaux de l'Instruction publique. 
Dès lors, l'article 3 fixe une nouvelle composition au conseil académique, qui reste présidé par le recteur. Il comprend en outre les inspecteurs d'académies placés dans chaque département, les doyens des facultés, qui retrouvent voix délibérative, quel que soit le sujet abordé. Le ministre de l'Instruction publique nomme les autres membres pour trois ans, parmi lesquels trois ministres du culte dont un évêque, deux magistrats et deux autres personnalités. Les élus locaux ne sont une nouvelle fois pas représentés dans ces conseils (alors qu'ils le sont toujours dans les conseils départementaux). 
L'existence de ces conseils départementaux conduit les conseils académiques à s'intéresser surtout aux questions d'ordre général relatives à l'enseignement dans l'académie, la situation précise des maîtres et des établissements étant laissée à l'échelon départemental.

### De 1880 à 1985
Le décret du 26 juin 1880 fixe les règles relatives aux conseils académiques. Le principal changement apporté à cette époque tient à la laïcisation progressive de l'enseignement. Les représentants du clergé sont exclus des conseils académiques. 

### Depuis 1985
La réforme des conseils académiques en 1985 (décret no 85-895 du 21 août 1985) tient compte du mouvement de décentralisation, notamment en matière d'enseignement, ainsi que de la volonté d'impliquer les usagers du système scolaire. 
La nouvelle composition des conseils prévoit la parité entre les représentants du personnel de l'Éducation nationale, les élus locaux et les représentants des usagers. Les recteurs perdent la présidence des conseils académiques, qui est attribuée conjointement au préfet de région et au président du Conseil régional, le recteur demeurant l'un des vice-présidents. 
Le collège des élus locaux comprend des représentants de la région, des départements, des communes et des établissements publics de coopération intercommunale. Quant aux usagers, ils comprennent des représentants des associations de parents d'élèves, ainsi que des syndicats d'employeurs et de salariés. 
La réforme de 1991 (décret no 91-107 du 25 janvier 1991), élargissant la compétence des conseils à l'enseignement supérieur, en tient compte dans la composition. Désormais, les enseignants d'universités ainsi que les étudiants sont représentés dans les conseils académiques. Un autre décret du même jour supprime les conseils des académies de Créteil et de Versailles au profit d'un conseil interacadémique pour toute l'Île-de-France.
L'ordonnance no 2007-1801 du 21 décembre 2007 institue un conseil à Mayotte.
L'ordonnance no 2014-691 du 26 juin 2014, en vigueur le 1er septembre 2015, retire les compétences contentieuses des CAEN tout en maintenant un rôle disciplinaire à l'égard des maîtres de l'enseignement privé hors contrat et en matière de contrôle de l'assiduité. 

## Droit positif
Les conseils académiques sont actuellement soumis aux dispositions du chapitre 4 du titre III du livre II du code de l'éducation. 

### Règles générales

#### Composition
Les CAEN sont présidés conjointement par le préfet de région et le président du conseil régional. Le recteur d'académie, le directeur régional de l'Alimentation, de l'Agriculture et de la Forêt et, le cas échéant, le directeur interrégional de la Mer, ainsi qu'un conseiller régional délégué sont vice-présidents. 
Outre les présidents et vice-présidents, chaque conseil comprend : 
- 24 élus locaux, 8 pour la région, 8 pour les départements et 8 pour les communes ;
- 24 représentants des personnels de l'Éducation nationale (enseignants, personnels administratifs, agents de service, personnels de direction…), dont 15 pour le primaire et le secondaire, 7 pour le supérieur et 2 pour l'enseignement agricole ou maritime ;
- 24 représentants des usagers et des forces économiques, répartis entre 8 parents d'élèves (dont un pour l'enseignement agricole ou maritime), 3 étudiants, 12 représentants des partenaires sociaux, dont 6 pour les salariés et 6 pour les employeurs, ainsi qu'un représentant du conseil économique, social et environnemental régional.

Les membres des conseils sont élus pour trois ans et chacun a un suppléant. 
Une section spécialisée sur l'enseignement supérieur, présidée par le recteur, comprend une partie des membres indiqués ci-dessus, auxquels s'adjoignent un représentant d'établissement public à caractère scientifique et technologique, deux représentants de l'enseignement supérieur agricole et deux personnalités extérieures. 
Dans les académies côtières, il existe également une section maritime composée de membres du CAEN auxquels s'ajoutent des représentants des écoles préparant aux métiers de la mer, des parents d'élèves et d'étudiants de ces écoles, ainsi que des représentants des partenaires sociaux liés aux mêmes métiers.  
La formation du conseil relative à l'enseignement privé est présidée par le recteur. Elle est composée en outre d'un président d'université, de deux inspecteurs pédagogiques régionaux, de quatre enseignants de l'enseignement public et de quatre représentants de l'enseignement privé, dont trois enseignants et un chef d'établissement.

#### Compétences
Le conseil académique de l'Éducation nationale donne son avis, soit à la demande de ses présidents, soit de sa propre initiative, sur tout ce qui concerne l'enseignement dans l'académie. 
Il est notamment consulté : 
- sur l'organisation pédagogique des lycées ;
- sur les programmes immobiliers (construction, rénovation, agrandissement, démolition) des établissements d'enseignement de l'académie ;
- sur la répartition des moyens pour les dépenses pédagogiques ;
- sur l'organisation de la formation continue ;
- sur la carte des formations de l'enseignement supérieur ;
- sur le schéma prévisionnel des formations dans les collèges, lycées et assimilés ;
- sur les programmes d'investissement en faveur des lycées ;
- sur les programmes de recherche d'intérêt régional, dans la mesure où elles concernent l'enseignement supérieur.

Les sections spécialisées donnent un avis préparatoire lorsque les questions examinées peuvent avoir des conséquences sur le domaine qui les concerne. Un membre rapporte au conseil l'avis de la section spécialisée. 
La formation relative à l'enseignement privé donne son avis sur différentes matières se rapportant à l'enseignement privé : 
- l'autorisation donnée à des étrangers extérieurs à l'Union européenne d'ouvrir des écoles ;
- les dispenses de stage pour enseigner dans les écoles privées ;
- le droit ou non pour ces écoles de recevoir des boursiers ;
- sur l'opportunité des subventions à accorder aux établissements privés.

Elle est également une instance disciplinaire pour les enseignants et directeurs d'établissements d'éducation privés. Dans ce cas, le conseil ne donne qu'un avis au recteur, qui peut ne pas la suivre. 
Les conseils académiques donnent également leur avis sur les demandes tendant à relever les personnes ayant été sanctionnées par les recteurs selon cette procédure. 

### Cas particuliers

#### Le conseil interacadémique d'Île-de-France
Depuis 1991, les trois académies de Paris, Créteil et Versailles ont un unique conseil interacadémique, compétent pour les trois académies. 
Le nombre de représentants de chaque collège de membres est porté à 27. 

#### Le conseil de l'Éducation nationale de l'académie de Lyon
La composition de ce conseil est adaptée en ce qui concerne les élus locaux : six membres représentent les départements et deux membres représentent la Métropole de Lyon. 

#### Le conseil de l'Éducation nationale de l'académie de Corse
La composition du conseil de l'Éducation nationale de l'académie de Corse est semblable à celle des autres conseils académiques, avec les adaptations liées au statut particulier de la collectivité territoriale. 
Ses attributions, toutefois, sont élargies : 
- à la carte scolaire ;
- au fonctionnement des CIO ;
- à la détermination des activités éducatives complémentaires.

#### Les conseils de l'Éducation nationale outre-mer
Dans les régions d'outre-mer et à Mayotte, les académies se confondent avec les départements. Par conséquent, un seul conseil de l'Éducation nationale cumule les attributions du conseil académique et du conseil départemental de l'Éducation nationale. 

##### Régions d'outre-mer
Le conseil de l'Éducation nationale est présidé conjointement par le préfet de région, le président du conseil régional et le président du conseil départemental ou le président de l'assemblée de la collectivité territoriale unique. 
Les vice-présidents sont le recteur, le directeur académique, le directeur de l'Alimentation, de l'Agriculture et de la Forêt, le directeur de la Mer, un conseiller délégué pour l'assemblée ou les deux assemblées. 
Il comprend en outre : 
- 22 élus locaux, 8 pour le conseil régional, 8 pour le conseil départemental (ou 16 pour les assemblées uniques), 6 pour les communes ;
- 22 enseignants ou personnels administratifs de l'Éducation nationale, dont 15 pour le primaire et le secondaire, 5 pour le supérieur et 2 pour l'enseignement agricole ou maritime ;
- 22 représentants des usagers et des forces économiques, répartis entre 7 parents d'élèves, 3 étudiants, 5 représentants des salariés, 5 représentants des employeurs, un représentant du conseil économique, social et environnemental régional et un représentant des associations complémentaires de l'enseignement.

Les trois sections spécialisées pour l'enseignement supérieur des conseils de Guadeloupe, de Guyane et de Martinique, se réunissent conjointement. 

##### Mayotte
Le conseil de l'Éducation nationale de Mayotte est présidé conjointement par le préfet de Mayotte et le président du conseil départemental. 
Les vice-présidents sont le recteur, le directeur de l'Alimentation, de l'Agriculture et de la Forêt et un conseiller départemental délégué. 
Il comprend en outre : 
- 14 élus locaux, 8 pour le conseil départemental et 6 pour les communes ;
- 14 enseignants ou personnels administratifs de l'Éducation nationale, dont 10 pour le primaire et le secondaire, 3 pour l'enseignement supérieur et 1 pour l'enseignement agricole ou maritime ;
- 14 représentants des usagers et des forces économiques, répartis entre 6 parents d'élèves, 2 étudiants, 2 représentants des salariés, 2 représentants des employeurs, un représentant du conseil économique et social et un représentant des associations complémentaires de l'enseignement.

Jusqu'à la création d'un établissement d'enseignement supérieur à Mayotte avec le Centre universitaire de formation et de recherche de Mayotte, le nombre de représentants des enseignants du primaire et du secondaire était fixé à 13. 